# Luc Godbout
 (décembre 2020).
Luc Godbout est un fiscaliste et professeur canadien (québécois). En 2014, il est directeur du département de fiscalité, et chercheur à la Chaire en fiscalité et en finances publiques de l'Université de Sherbrooke. Il est fréquemment invité dans les médias pour discuter de fiscalité. 

## Biographie
En 2011-2012, le Québec est le théâtre d'un débat sur la hausse des droits de scolarité pour les étudiants. Godbout propose un système de « système de remboursement proportionnel au revenu » dans le but d'alléger le fardeau des personnes moins fortunées.

Il rencontre en 2000 Jacques Parizeau, qui à l'époque est ex-premier ministre et ancien ministre des finances du Québec. Celui-ci deviendra son mentor.

## Diplômes
(2004). L’INTERVENTION GOUVERNEMENTALE PAR LA POLITIQUE FISCALE Le rôle des dépenses fiscales Étude comparée : Canada, États-Unis, France (Doctorat, Droit public). Université d' Aix-Marseilles III.
(1995). (Maîtrise sans mémoire, Fiscalité). Université de Sherbrooke.
(1993). (Baccalauréat, Économique). Université du Québec à Montréal.

## Œuvres
- Joanis, M et Godbout, L. (2013). Le Québec économique 2013-2014. Québec : Presses de l'Université Laval (1re éd. 2013
- Joanis, M et Godbout, L. (2012). Le Québec économique 2012. Québec : Presses de l'Université Laval (1re éd. 2012).
- Joanis, M. et Godbout, L. (2010). Le Québec économique 2010. Québec : Presses de l’Université Laval (1er éd. 2010).
- Joanis, M. et Godbout, L. (2009). Le Québec économique 2009. Québec : Presses de l’Université Laval (1er éd. 2009).
- Godbout, L. et St-Cerny, S. (2008). Le Québec un paradis pour les familles ? Regards sur la famille et la fiscalité. Québec : Presses de l’Université Laval (1re éd. 2008).
- Godbout, L., Fortin, P., Arseneau, M. et St-Cerny, S. (2007). Oser choisir maintenant – des pistes de solution pour protéger les services publics et assurer l’équité entre les générations. Québec : Presses de l’Université Laval (1re éd. 2007).
- Godbout, L. (2006). Agir maintenant pour le Québec de demain — Des réflexions pour passer de la parole aux actes. Québec : Presses de l'Université Laval (1re éd. 2006).
- Godbout, L. (2006). L'intervention gouvernementale par la politique fiscale — Le rôle des dépenses fiscales. Paris : Édition Économica (1re éd. 2006).